# Бахарський сільський округ
Баха́рський сільський округ (каз. Бахар ауылдық округі, рос. Бахарский сельский округ) — адміністративна одиниця у складі Уйгурського району Алматинської області Казахстану. Адміністративний центр — село Бахар.
Населення — 3087 осіб (2021; 2989 у 2009, 3010 у 1999, 2965 у 1989).
Станом на 1989 рік існувала Бахарська сільська рада (села Бахар, Ширін).

## Склад
До складу округу входять такі населені пункти:
| Населений пункт | Населення, осіб (1989) | Населення, осіб (1999) | Населення, осіб (2009) | Населення, осіб (2021) |
| --------------- | ---------------------- | ---------------------- | ---------------------- | ---------------------- |
| Бахар, село     | 1924                   | 1974                   | 1796                   | 1885                   |
| Ширін, село     | 1041                   | 1036                   | 1193                   | 1202                   |